# Cochemer model

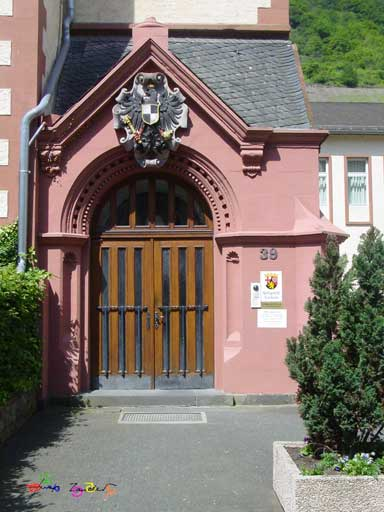
Deur van het Cochemer Ambtsgericht

Het Cochemer model is een familierechtelijk oplossingsmodel dat wordt toegepast in situaties waar ouders uit elkaar gaan. De bedoeling van het model is om het aantal gebruikelijke conflicten tussen ouders te beperken. Daarmee zouden kinderen beter kunnen worden beschermd in hun recht op contact met beide ouders. De essentie van het model kan als volgt worden samengevat:

## Inhoud
1. Intensieve samenwerking van kinderbeschermings- en juridische instanties.
2. Ouders belemmeren om onder gezamenlijke opvoedingsverantwoordelijkheid uit te komen.
3. Bewerken van andere conflictpartners als advocaten met de bedoeling conflictgedrag te vermijden.
4. Inzetten van diverse bemiddelingspraktijken waaronder bemiddeling ter zitting.
5. Snelle planning van eerste zitting.

Het Cochemer Model is al sinds 1992 in praktijk in het Duitse kanton (kreis) Cochem-Zell, en maakt van daaruit in Duitsland en ook internationaal furore.

## Kritiek
Kritiek die op het Cochemer model wordt geuit:
1. Het geheel speelt zich af binnen de contouren van het bestaande recht en blijft daardoor nog onrecht.
2. Onder andere daardoor wordt het model niet goed toegepast op ongehuwde ouders.
3. De resultaten zouden worden overdreven.
4. De resultaten zijn vooral afhankelijk van de persoonlijke inzet van één rechter (familierechter Jürgen Rudolph).
5. Mediation kan een vorm van onrecht constitueren.